# Idrissa Traoré (cầu thủ bóng đá, sinh 1990)
Idrissa Nama Laïco Traore là một cầu thủ bóng đá người Mali, hiện tại thi đấu cho Djoliba AC, là đội trưởng đội bóng.

## Sự nghiệp
Anh bắt đầu sự nghiệp mùa xuân năm 2007 cùng với Centre Salif Keita. Anh thi đấu cho câu lạc bộ until the summer of 2010 và then ký hợp đồng cho Djoliba AC. Vào mùa hè năm 2013, Traore gia nhập Esteghlal Khuzestan F.C. ở Iran Pro League, theo dạng cho mượn. He made 25 appearances during the 2013-mùa giải 2014 và was one of Esteghlal Khuzestan's most solid players.

### Quốc tế
Traoré cũng là thành viên của Đội tuyển bóng đá quốc gia Mali kể từ năm 2009 và ghi 3 bàn thắng trong 5 trận.